# Zosteria rubens
Zosteria rubens là một loài ruồi trong họ Asilidae. Zosteria rubens được Daniels miêu tả năm 1987. Loài này phân bố ở miền Australasia.